# Bote (póquer)

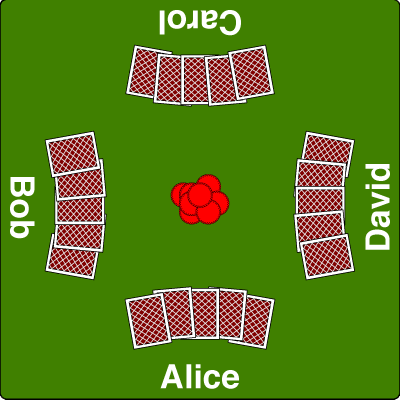
Mesa de póquer

El bote o pozo en póquer se refiere a la suma de dinero que los jugadores se juegan durante una mano, y que normalmente se sitúa en medio de la mesa.
Al finalizar la mano, bien porque todos los jugadores menos uno se han retirado, o al mostrar las cartas, el bote se lo lleva el jugador o jugadores que tengan las mejores cartas. A veces el bote se puede repartir entre varios jugadores (si sus cartas tienen exactamente el mismo valor).
- Datos: Q1475835